# 公立若狭高等看護学院
公立若狭高等看護学院（こうりつわかさこうとうかんごがくいん、英称:Wakasa Nursing School）とは、福井県小浜市大手町にある3年制の看護学科を持つ公立の専修学校である。

## 概要
1990年に小浜市、若狭町、おおい町（旧名田庄村地区のみ）、美浜町の4市町が設置者として開設した公立小浜病院組合立の看護専門学校。嶺南医療圏（旧小浜都市圏、2010年から都市雇用圏の概念消失）では、2校ある看護師の人材輩出教育機関の一つである。文科省付与の学校コードは「H118210000025」。

## 沿革
- 1990年（平成2年）4月1日 - 公立若狭高等看護学院が開学。
- 1995年（平成7年）3月 - 専修学校の専門課程に専門士の称号を付与。
- 2002年（平成14年）3月 - 保健師助産師看護師法の施行（旧保健婦助産婦看護婦法）により男女ともに「看護師」という名称に統一。

## 設置学科
- 看護専門課程 看護学科 （3年制）

## 取得できる資格・免許状
- 看護師 国家試験受験資格
- 保健師・助産師の養成機関受験資格
- 専門士（医療専門課程）の称号[3]
- 養護教諭免許一種の養成機関（看護系）受験資格
- 大学編入学受験資格（取得単位の置き換え）

## 学内奨学金
- 公立小浜病院組合修学資金

但し、学外の日本看護協会、各病院奨学金や地方自治体など就学資金支援制度（奨学金の給付/貸与）もあり。要確認。